# لادیسلائو مازورکیویش
لادیسلائو مازورکیویش (انگلیسی: Ladislao Mazurkiewicz; ۱۴ فوریهٔ ۱۹۴۵ – ۲ ژانویهٔ ۲۰۱۳) بازیکن فوتبال اهل اروگوئه بود.
از باشگاه‌هایی که در آن بازی کرده‌است می‌توان به باشگاه فوتبال اتلتیکو مینیرو، باشگاه فوتبال پنیارول، باشگاه فوتبال گرانادا، و باشگاه فوتبال پنیارول اشاره کرد.
وی همچنین در تیم ملی فوتبال اروگوئه بازی کرده‌است.